# Parque Padre Hurtado
El Parque Padre Hurtado (antes llamado «Parque Intercomunal de La Reina» y renombrado en memoria del padre Alberto Hurtado) es el segundo parque urbano más grande que existe en Santiago, Chile, luego del Parque Metropolitano.
Con una superficie de 500 000 m², es administrado por la Junta de Alcaldes de Providencia, Las Condes y La Reina.
Limita al norte con la Avenida Francisco Bilbao, al este tiene terrenos en Nueva Bilbao (Playa Anakena) pero la parte más conocida hasta la Avenida Padre Hurtado sur, al sur con el canal San Ramón, y al oeste con la calle Vicente Pérez Rosales.

## Historia
El parque corresponde a una parte del fundo Santa Rosa de lo Coo, que perteneció a la familia Gandarillas y a otros privados. Por la ley 16627 del 13 de mayo de 1967, se autorizó a los municipios de Providencia, Las Condes y La Reina a contratar el préstamo para su venta y administración y propiedad por medio de la Junta de Alcaldes. El 30 de octubre de 1967, se concretó la venta a la Junta de Alcaldes de Providencia, Las Condes y La Reina. 
En 1981 abrió su acceso al público y entre 1993 y 1997 la paisajista Marta Viveros y la Facultad de Arquitectura de la Universidad Católica diseñaron un plan para renovar su infraestructura.[cita requerida]
El año 2003 el parque fue renombrado de Intercomunal de La Reina a Padre Hurtado.
Desde 2018 alberga el Festival de Las Condes, un evento musical organizado por la Municipalidad de Las Condes y transmitido por Canal 13 y la edición de 2024 fue transmitida por Televisión Nacional de Chile y la edición de 2025 del certamen fue transmitida por Chilevisión.
El parque lleva su actual nombre memoria del sacerdote jesuita San Alberto Hurtado canonizado en 2005 por Benedicto XVI.

## Características

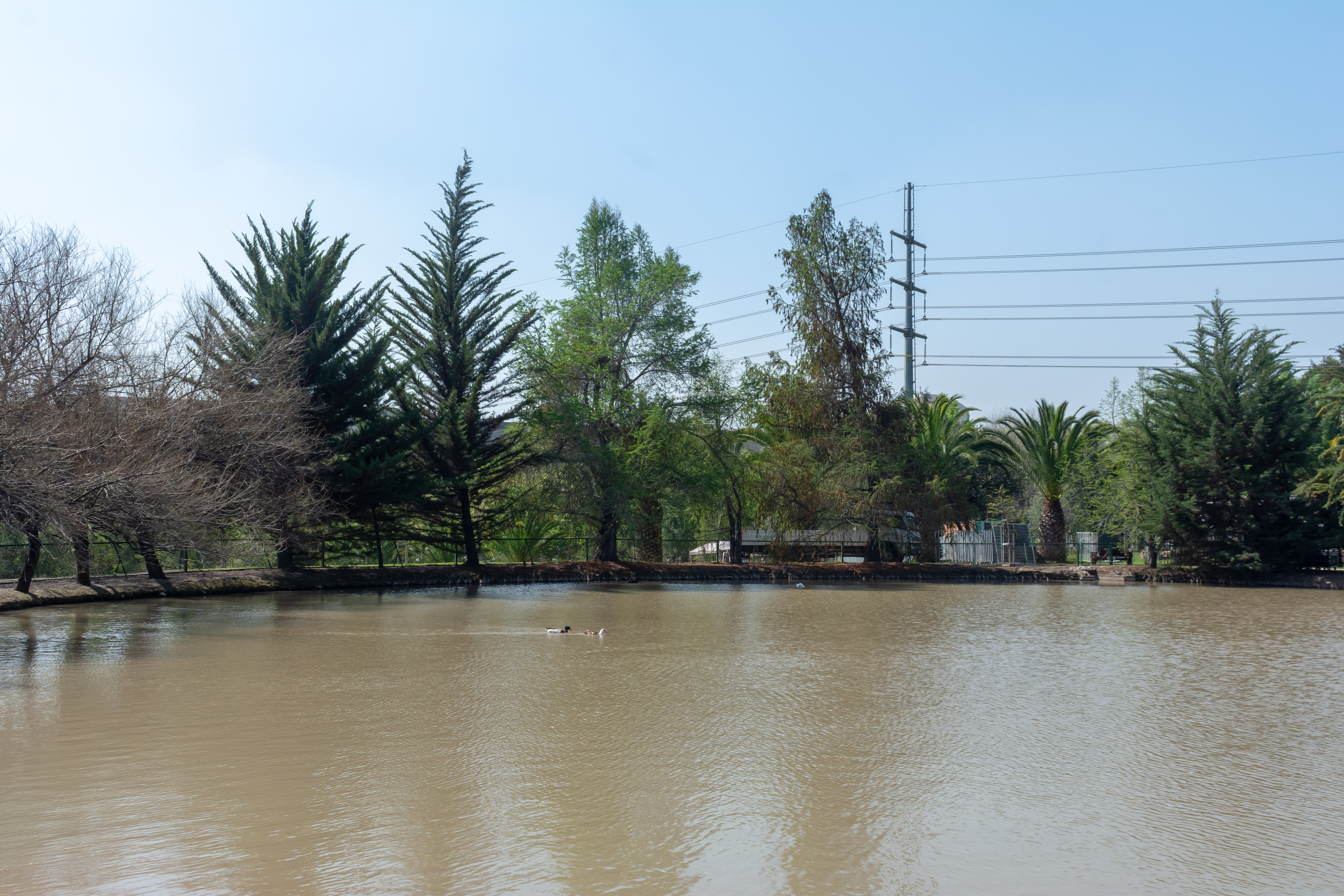
Laguna del parque.

La parte oriental del parque, más extensa, ubicada en la comuna de Las Condes, alberga equipamiento dedicado a la práctica de deportes, con las concesiones del Club Deportivo Universidad San Sebastián y el Club Oriente de Fútbol, además de la Playa Anakena (Piscina municipal de Las Condes), un skatepark municipal y un complejo de canchas mantenidas por la Junta de Alcaldes.
La parte poniente es la más concurrida y conocida, la cual se caracteriza por ser un centro de reunión de jóvenes los fines de semana, como también es lugar de actos culturales, disfrute de un asado con la familia, deportivos, folclóricos, y de chilenidad. Posee grandes extensiones de áreas verdes, como también servicios públicos y parrillas (o quinchos). Además se hacen múltiples eventos, como las fiestas mechonas (fiestas universitarias de inicio del año escolar) en marzo, la Semana de la Chilenidad en septiembre, circos y campeonatos, entre otros. En su interior se encuentra una planta de Aguas Andinas.
Los lunes está cerrado por mantención. Para ingresar se debe pagar un costo de entrada de martes a jueves y de viernes a domingo con precios segmentados entre peatones, perros, automóviles, motocicletas, y otro tipo de vehículos. Además si se desea usar los quinchos, se debe pagar un valor adicional.

## Plebiscito de 2018
El 21 de octubre de 2018 se realizó una consulta ciudadana por parte de los tres municipios que administran el parque, con el fin de determinar el proyecto de mejoramiento que se llevará a cabo, considerándose una laguna artificial en una de las opciones propuestas. Se encontraban habilitados para votar 505 281 ciudadanos (251 198 residentes en Las Condes, 164 311 en Providencia y 89 772 en La Reina) y se habilitaron 24 locales de votación, además de realizarse mediante voto electrónico. El resultado de la votación fue el siguiente (la Opción 1 consideraba la construcción de la laguna artificial):
| Opción         | Las Condes | Las Condes | La Reina | La Reina | Providencia | Providencia | Total  | Total |
| Opción         | Votos      | %          | Votos    | %        | Votos       | %           | Votos  | %     |
| -------------- | ---------- | ---------- | -------- | -------- | ----------- | ----------- | ------ | ----- |
| Opción 1       | 14 050     | 35,23      | 4215     | 17,87    | 3127        | 21,79       | 21 392 | 27,49 |
| Opción 2       | 25 826     | 64,77      | 19 371   | 82,13    | 11 223      | 78,21       | 56 420 | 72,51 |
| Total de votos | 39 876     |            | 23 586   |          | 14 350      |             | 77 812 |       |